# Valentin Teirich
Valentin Teirich (* 23. August 1844 in Wien; † 8. Februar 1876 ebenda) war ein österreichischer Architekt und Kunstschriftsteller.

## Leben und Werk
Valentin Teirich war der Sohn des Direktors einer Wiener Oberrealschule. Er besuchte nach der Gymnasial- bzw. Realschulzeit die technische Hochschule in Wien, die er, erst neunzehn Jahre alt, im Jahr 1869 verließ, um sich in der Wiener Akademie aufnehmen zu lassen und Schüler des Architekten Friedrich von Schmidt zu werden.
Im Alter von 21 Jahren erhielt er ein Reisestipendium, welches er für eine Reise nach Italien verwendete. Um seine künstlerischen Anschauungen zu erweitern, hielt er sich noch weitere Male in Italien auf, wobei er Rom, Florenz und Venedig bevorzugte. Infolge dieser Aufenthalte in Italien reifte Teirichs Vorliebe – ursprünglich auf das gotische Ideal ausgerichtet – für die Formen der Renaissance. Zur Vervollständigung seiner Kenntnisse, namentlich über die Erscheinungen der deutschen Renaissance, unternahm er häufige Reisen, die ihn durch ganz Österreich, Süd- und Norddeutschland bis nach Holland und Belgien führten.
Ein Besuch der Pariser Weltausstellung (1867) und ein im nächsten Jahr unternommener Ausflug nach England dienten dazu, seinen Gesichtskreis wesentlich zu erweitern und seiner künstlerischen Phantasie neue Ideen zuzuführen. So erklärte es sich, dass schon seine erste größere Schrift über „die moderne Richtung in der Bronce- und Möbelindustrie nach Wahrnehmungen auf der letzten Weltausstellung“ (Wien 1868) in den Fachkreisen allgemeine Aufmerksamkeit erregte. Valentin Teirich wurde daraufhin im Jahre 1868 zum Dozenten an der neu begründeten Kunstgewerbeschule für „Perspective, Schattenlehre und Projectionslehre“ ernannt, nachdem ihm schon seit 1867 der Titel eines Zeichners des k. k. Österreichischen Museums für Kunst und Industrie verliehen worden war.
Im Jahre 1870 als Lehrer in die Vorbereitungsschule aufgenommen, erhielt er schon im Jahre 1871 den Titel eines Professors, worauf am 15. Februar die kaiserliche Ernennung zum ordentlichen Professor an der Vorbereitungsschule erfolgte. Nun erschienen seine Arbeiten auf dem Gebiete der kunstgewerblichen Fachliteratur. Durch seine wiederholten Studien in Italien ließ er im Jahre 1871 ein Prachtwerk unter dem Titel: „Die Ornamente aus der Blüthezeit der italienischen Renaissance. Originalaufnahmen der vorzüglichsten Arbeiten in Holzmosaik (Intarsien)“ erscheinen, als dessen Seitenstück im Jahre 1874 das Werk über die „Eingelegten Marmorornamente des Mittelalters und der Renaissance in Italien“ herauskam. Beide Veröffentlichungen wurden von der Kritik überaus günstig aufgenommen. Unter den kunstgewerblichen Arbeiten Teirichs muss in erster Linie sein Entwurf zu einem Kunstschrank erwähnt werden, der auf der Ausstellung des österreichischen Museums für Kunst und Industrie im Jahre 1872 zu sehen und im Auftrage des Kaisers Franz Joseph I. angefertigt war.
Schon im März 1873 traten die ersten Symptome eines Brustleidens bei ihm auf, die ihn mehr und mehr an der Ausübung seines Lehrerberufes hinderten. Er starb im 32. Lebensjahr in Wien am 8. Februar 1876.